# بوب تشايلدرز
بوب تشايلدرز (بالإنجليزية: Bob Childers)‏ هو مغني ومغن مؤلف أمريكي، ولد في 20 نوفمبر 1946 في ويست يونيون في الولايات المتحدة، وتوفي في 22 أبريل 2008 في ستيلووتر في الولايات المتحدة.

## وصلات خارجية
- الموقع الرسمي
- بوب تشايلدرز على موقع ميوزك برينز (الإنجليزية)
- بوب تشايلدرز على موقع أول ميوزيك (الإنجليزية)
- بوب تشايلدرز على موقع ديسكوغز (الإنجليزية)